# Cygnus Orb-D1
Cygnus Orb-D1, també coneguda com a Cygnus 1 i Orbital Sciences COTS Demo Flight, va ser el primer vol de la nau espacial de subministrament no tripulada Cygnus desenvolupada per Orbital Sciences Corporation. Va ser nomenat per l'astronauta de la NASA i executiu d'Orbital Sciences G. David Low. El vol el va dur a terme Orbital Sciences sota contracte de la NASA com a missió de demostració Cygnus del programa Commercial Orbital Transportation Services (COTS). Cygnus va ser el setè tipus de nau espacial en visitar l'EEI, després de les naus tripulades Soiuz i el Transbordador Espacial, i els vehicles no tripulats Progress, ATV, HTV i Dragon.